# Rondo (Burkina Faso)
Pour les articles homonymes, voir Rondo.
Rondo est une commune rurale située dans le département de Kalsaka de la province du Yatenga dans la région Nord au Burkina Faso.

## Géographie
Rondo se situe à environ 10 km au nord-est du centre de Kalsaka, le chef-lieu du département, ainsi qu'à 25 km au sud de Séguénéga et à 15 km de la route nationale 15.

## Économie
L'économie du village a été affectée par l'exploitation de la mine de Kalsaka de 2008 à 2016.

## Santé, sport et éducation
Rondo accueille un centre de santé et de promotion sociale (CSPS) tandis que le centre médical avec antenne chirurgicale (CMA) de la province se trouve à Séguénéga.
Le village possède une école primaire publique créée en décembre 1962.
Rondo a une équipe de football qui évolue au niveau départemental.